# QDM

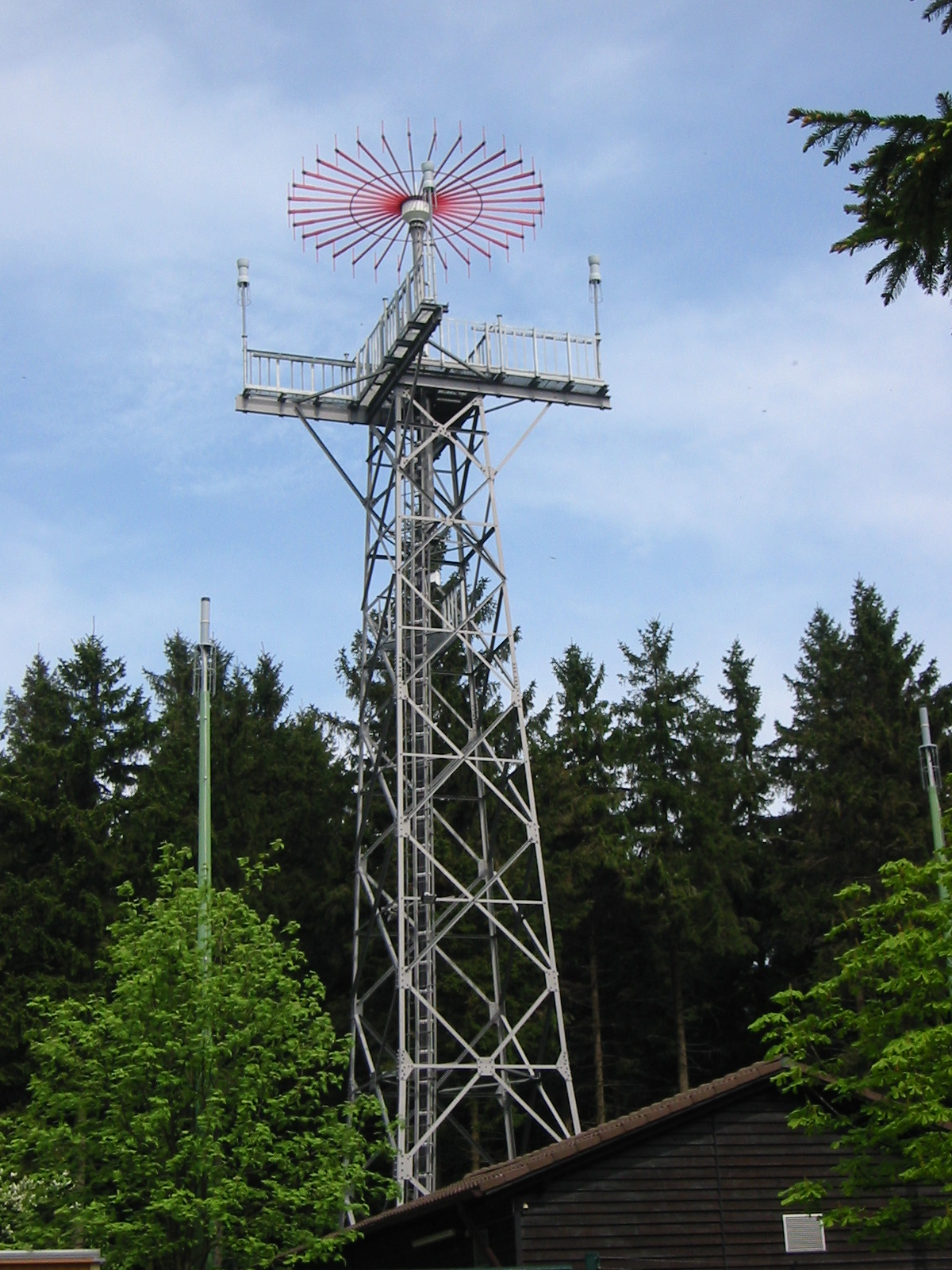
VDF-Peiler der DFS auf dem Deister bei Hannover

Der Begriff QDM stammt aus der Funknavigation und bezieht sich in der Luftfahrt auf die missweisende Peilung von einem Luftfahrzeug zu einem Bodensender. Die Buchstaben QDM haben jedoch keine direkte Bedeutung. Als Eselsbrücke kann sich jedoch Question Direction Magnetic gemerkt werden. Die Abkürzung QDM kommt aus den Zeiten des Morsecodes, die sich bis heute gehalten hat (Q-Schlüssel).

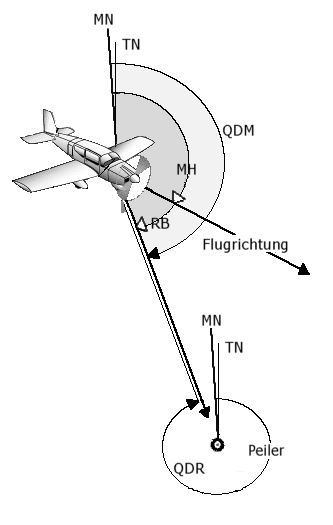
Zeichnung eines QDM

Es gibt mehrere Möglichkeiten, um das QDM zu einer Station zu erhalten.
An einem Arbeitsplatz eines Flugverkehrskontrolllotsen und an einigen Flugplätzen ohne Flugverkehrskontrolldienst wird das QDM über VDF- und UDF-Peiler ermittelt. Dabei wird durch eine spezielle Antenne festgestellt, aus welcher Richtung das Funksignal während des Funkgespräches mit dem Flugzeug kommt. Die Radarsoftware blendet diese Peilung als Strich in das Radarbild ein, sodass der Fluglotse erkennen kann, mit welchem Luftfahrzeug er spricht. Bei kleineren Flugplätzen wird das Ergebnis der Peilung auf einem separaten Gerät angezeigt und dem Piloten über Funk mitgeteilt. Diese Art der QDM-Bestimmung tritt jedoch immer mehr in den Hintergrund.
Der Pilot kann aber auch selbst das QDM zu einer Station ermitteln. Der Kurs zu einem Sender ergibt sich rechnerisch aus der Addition von missweisendem Steuerkurs (englisch magnetic heading, MH) und der relativen Seitenpeilung (englisch relative bearing, RB). Dieses Relative Bearing wird mit dem bordseitigen ADF-Peilgerät bestimmt. Moderne Anzeigegeräte wie das RMI – Radio Magnetic Indicator – zeigen das QDM auch direkt an, ohne dass der Pilot den Steuerkurs MH und die Seitenpeilung RB im Kopf verrechnen muss.
Auch mit dem bordseitigen VOR (Very High Frequency Omnidirectional Radio Range) kann das QDM zu einer entsprechenden Bodenstation direkt angezeigt werden.
Moderne Navigationssysteme ermöglichen dem Piloten die Bestimmung des QDM zu praktisch jedem beliebigen Navigationspunkt auf der Erdoberfläche.
| QDM = MH + RB |
| ------------- |

Das QDR entspricht dem Umkehrkurs des QDM. Wenn zwei QDR von unterschiedlichen Stationen vorliegen, kann der Pilot eine Kreuzpeilung vornehmen, um damit während des Fluges die gegenwärtige Position zu bestimmen. Um diese missweisenden Peilungen in eine Karte einzeichnen zu können, muss das QDR durch Berücksichtigung der Ortsmissweisung allerdings zuerst in das sogenannte QTE umgerechnet werden. Dabei handelt es sich um die rechtweisende Peilung von der Station zum Flugzeug.
Beispielhafte Berechnung des QDM:
Gegeben: MH 123°, RB 043°
Gesucht: QDM, QDR
Lösung:
QDM = 123° + 043° = 166°
QDR = 166° + 180° = 346°